# Ruth Hohmann

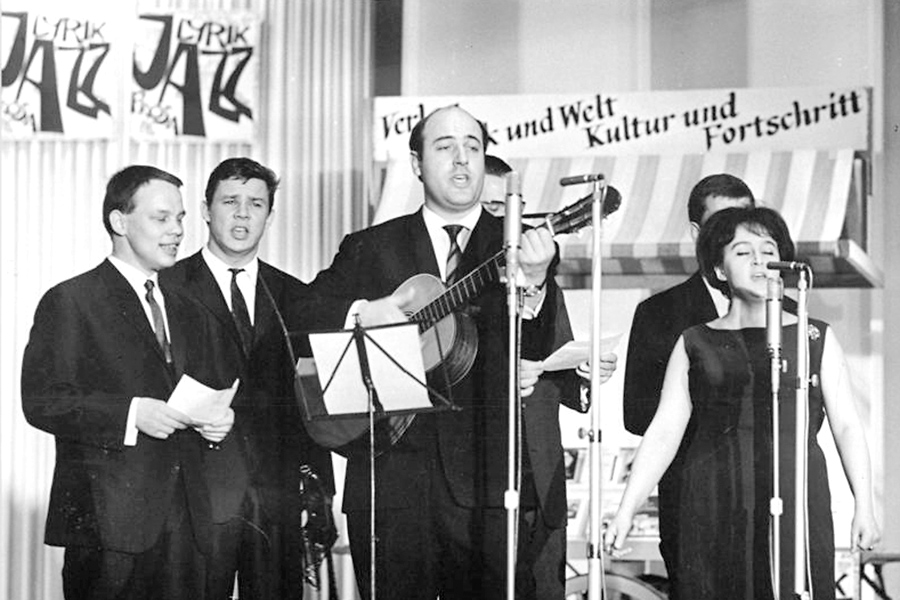
Ruth Hohmann mit Manfred Krug und den Jazz-Optimisten (1965)

Ruth Hohmann (* 19. August 1931 in Eisenach) ist eine deutsche Jazzsängerin und Hochschuldozentin. In der DDR war sie die erste und lange Zeit einzige Jazzsängerin, galt als „First Lady of Jazz“ und hatte wesentlichen Anteil an der Verbreitung des Jazz in der DDR.

## Leben
Ruth Hohmann (Künstlername) nahm bereits als Kind Gesangs- und Ballettunterricht und sang im Schulchor. 1949 absolvierte sie eine Schauspielausbildung in Erfurt. Zwei Jahre später heiratete sie den Theater- und Filmkritiker Heinz Hofmann und zog nach Berlin. Nachdem die beiden gemeinsamen Kinder groß genug waren, sang sie bei Walter Kubiczeck vor, der von ihrem Talent begeistert war. Nach ersten Schlagern mit Jazznote, die auf dem AMIGA-Label veröffentlicht wurden, wandte sie sich dem Jazz zu und sang mit englischen Texten, was das Publikum (anders als Partei und Medien) begrüßte. Am 12. November 1961 hatte sie ihren ersten Auftritt als Jazzsängerin. Sie war die erste Jazzsängerin der DDR mit einem Berufsausweis. Bis 1966 folgten ständige Auftritte im In- und Ausland, im Wesentlichen mit den Jazz Optimisten Berlin, aber auch mit Günter Hörig, Ernst-Ludwig Petrowsky, Bernd Wefelmeyer, Klaus Lenz, Theo Schumann und anderen. 1965 spielte sie die Titelrolle in Harry Kupfers Fernsehoper Hete, die das Regime nie senden ließ. Im gleichen Jahr belegte sie bei der Umfrage einer Münchner Zeitung nach den besten Vokalistinnen den zweiten Platz, ohne jemals in der Bundesrepublik aufgetreten zu sein.
Nach einem Auftrittsverbot von 1966 bis 1972 ist sie seit 1972 Sängerin des Jazz-Collegiums Berlin. Sie singt im Wesentlichen Swing, New Orleans-Jazz und Blues und beherrscht auf eindrucksvolle Weise den scat-Gesang. Jazz-Standards wie Sweet Georgia Brown und Makin Whopee versah Ruth Hohmann mit deutschen Texten und verbindet diese mit einer „schwarzen“ Stimme.
Von 1976 bis 1996 war sie an der Hochschule für Musik „Hanns Eisler“ Berlin als Gesangsdozentin für die Ausbildung in Jazz und Chanson zuständig. Geholt hatte sie Alfons Wonneberg, der langjährige Leiter der Abteilung Tanzmusik. So wurde sie die erste Gesangsinterpretationslehrerin an der Hochschule. Als Schauspielerin spielte sie 1965 in dem DEFA-Film von Egon Günther Lots Weib und zuletzt in dem Film NVA von Leander Haußmann.
1988 wurde sie mit dem Kunstpreis der DDR ausgezeichnet. Am 26. August 2006 wurde Ruth Hohmann vom Jazzclub Eisenach die Ehrenmitgliedschaft „Für Verdienste um den Jazz“ verliehen. Gewürdigt wurde dabei ausdrücklich auch ihre politische Unbeugsamkeit.

## Diskografie (Auswahl)
LP
- 1978: „Dixiparty“, „Die Mädchen von La Rochelle“ (Chanson)
- 1984: „Ströme“

CD
- 1993: „swingin' complements“ mit dem Jazz-Collegium
- 1995: „Jazz-Lyrik-Prosa“ (ein Titel mit Manfred Krug und den Jazz-Optimisten)
- 1999: „Jazz-Lyrik-Prosa II“ (2 Titel u. a. mit Uschi Brüning)
- 2003: „Ahrenshooper Jazztage“ (3 Titel)
- 2003: Ruth Hohmann & Jazz Collegium: Swingin' Complements (BuschFunk)
- 2005: Ruth Hohmann & Jazz-Collegium Berlin: „Ruth seventy5“ (BuschFunk)
- 2005: Jazz reichts (Hörbuch)

## Filmografie (Gesang)
- 1965: Lots Weib
- 1967: Frau Venus und ihr Teufel